# Campylomyza dilatata
Campylomyza dilatata är en tvåvingeart som beskrevs av Ephraim Porter Felt 1907. Campylomyza dilatata ingår i släktet Campylomyza och familjen gallmyggor. Arten är reproducerande i Sverige. Inga underarter finns listade i Catalogue of Life.